# مرغ بهشتی ویلسون
مرغ بهشتی ویلسون (نام علمی: Cicinnurus respublica) نام یک گونه از سرده دم‌داسی‌ها است. نام این گونه توسط یوهان گئورگ واگلر در سال ۱۸۵۰ میلادی توصیف شده است و در پاپوآی غربی زیست می‌کند.
اتحادیه بین‌المللی حفاظت از طبیعت وضعیت بقای این جانور را در سیاهه قرمز گونه در نزدیکی تهدید قرار داده است.